# Natalia Rodríguez (skådespelare)
Natalia Rodríguez, född 1992 i Madrid, är en spansk skådespelare.
Rodríguez har bland annat medverkat i filmen Kärlek vägg i vägg. Hon har även medverkat i TV-serien Amar en tiempos revueltos.

## Filmografi (i urval)
- 2015–2024 – Amar en tiempos revueltos (TV-serie)
- 2024 – Kärlek vägg i vägg